# بستان الواعظين ورياض السامعين
بستان الواعظين ورياض السامعين هو كتاب في الوعظ، ألفه الحافظ ابن الجوزي (508 هـ - 597 هـ)، الكتاب عبارة عن مجالس كان يعقدها المؤلف للتذكير والوعظ  بالله تعالى، وهي عبارة عن ثمانية عشر مجلسا ومنها: مجلس في الاستعاذة، ومجلس في ذكر يوم القيامة وأهوالها، ومجلس في ذكر الجنة وأوصافها،  ومجلس في فضل الصيام ، وقد دعم ابن الجوزي كتابه بآيات القرآن الكريم والأحاديث النبوية والكثير من الآثار.